# 서전기전
서전기전(Seojeon Electric Machinery Co. Ltd.)는 대한민국의 전력시스템 구축 기업이다. 본사는 경기도 이천시 대월면 대월로 667번길 38-19 (이천대월 일반산업단지 내)이며 대표이사는 이상권이다. 고·저압 수배전반 및 자동제어반 제조 및 판매 등 주요 목적사업을 영위한다

## 상장
2014년 12월 24일 공모가 6,500원에 상장하였다.      

## 참고 문헌
1. ↑  한국IR협의회 기술분석보고서-서전기전, 2022년 3월 3일
2. ↑  정재원, 피플&컴퍼니_이상권 서전기전 대표 “서전의 새 길은 ‘원 컴퍼니’…2030년까지 중견기업 목표”, 전기신문, 2023년 6월 2일
3. ↑  서전기전, 美 SMR 협력 소식 영향 '상한가', 전국매일신문, 2023년 8월 28일